# Hermetisme

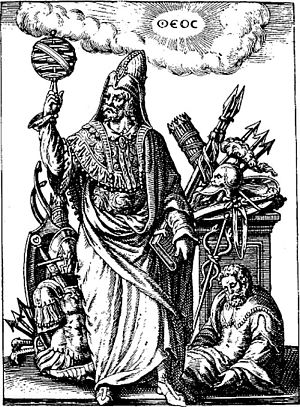
Hermes Trismegist

L'hermetisme és l'estudi i la pràctica de la filosofia oculta i màgica, relacionada amb els escrits atribuïts a Hermes Trismegist (Hermes Tres vegades Gran), una divinitat sincrètica que combina aspectes de la mitologia del déu grec Hermes i el déu egipci Thoth. Aquestes creences van influir en la saviesa oculta a Europa en el Renaixement, quan van ser reviscudes per figures com Giordano Bruno i Marsilio Ficino. Per la dificultat d'interpretació i incomprensibilitat de molts texts d'aquest corrent filosòfic, hermetisme i hermètic va esdevenir sinónim d'incomprensible.
L'hermetisme filosòfic s'erigeix sobre la base d'un conjunt d'escrits suposadament apareguts a Egipte sota el període de dominació romana (entre els segles I i IV dC), i posats sota l'advocació d'Hermes Trismegist. Probablement, l'hermetisme sigui l'«ntent hel·lènic» de sistematitzar filosòficament part de les doctrines religioses i místiques de la cultura egípcia (encara que no s'ha de descartar altres influències orientals, com la israeliana, per exemple). Així mateix, és molt probable que aquesta sistematització filosòfica es dugués a terme sobre la base d'altres escrits anteriors de ciències ocultes (l'anomenat hermetisme tècnic o popular).

## Doctrina
Segons la filosofia hermètica continguda en el Corpus, l'Asclepi, els Extractes d'Estobeu i les Definicions Armènia, es poden definir els principis següents:

### La tríada hermètica: Déu, cosmos i ésser humà
| « | Primer Déu, segon el cosmos, tercer l'ésser humà (SH XI, sent. 6). | » |

L'hermetisme és completament unitari pel que fa a la tríada fonamental que estructura la realitat. Hem de considerar Déu com un cosmos immòbil, el cel com un cosmos mòbil i l'ésser humà com un cosmos racional (DH I 1), capaç d'elevar-se fins al creador i demiürg. En aquesta processó hipostàtica, l'ésser humà és imatge del cosmos, i el cosmos és producte de Déu, l'alè (pneuma) condueix el moviment dels astres (CH III 2) i uneix tots els éssers en una cadena simpàtica. Aquesta dependència, important per mantenir l'edifici hermètic i les seves "aplicacions pràctiques", és reiterada constantment en l'hermètica. Les diferents concepcions d'aquestes hipòstasis fonamentals i els éssers intermedis (ens referim sobretot al Sol com a segon demiürg entre el cosmos i l'ésser humà) no s'han de confondre, sinó que són intents de conciliar la nostra tríada primera mitjançant entitats enllaçades.
L'hermetisme ha de ser considerat com una "filosofia" plena de vida: l'univers hermètic és viu, i les seves entitats regidores hi actuen eternament. La mort i el buit no tenen cabuda en l'hermetisme.

### La teologia hermètica: Déu
| « | Perquè el bé és inalienable i inseparable de Déu: és Déu mateix (CH II B 16). | » |

El Déu suprem és el principi fonamental sobre el qual s'articula tota la doctrina hermètica. Déu és a la vegada pare i bé, creador i demiürg. Déu és el bé suprem i l'òptim artesà de la creació.
L'altra denominació de Déu és la de pare, en la seva capacitat de crear totes les coses, ja que el mateix poder d'un pare és crear (CH II B 17). I per això es maleeix els homes estèrils, que no han sabut imitar la seva obra.
Déu es va valer del verb per a engendrar al cosmos: el creador va fer la totalitat del cosmos no amb les mans sinó amb la paraula. Es pensa per això que és present, que existeix eternament, que va crear totes les coses, que és un i únic i que va crear tots els éssers per la seva pròpia voluntat (CH IV 1).
En l'hermetisme, les formes d'al·ludir a Déu són aparentment contradictòries, Déu és alhora visible en la creació, té tots els noms, és omnicorpori i gaudeix de la fecunditat d'ambdós sexes, però també és incognoscible, innombrable, invisible i està embolicat en les boires del misteri. Veritablement, aquesta manera de fer referència a Déu i als seus atributs només pretén expressar que la totalitat del real és Déu mateix, seguint una tradició teològica d'origen egipci (Ra és "aquell que és i no és").
En CH V 1/2, se'ns diu que si Déu no fos invisible no podria abastar la totalitat de la creació, no podria ser etern, perquè l'invisible és etern. Déu, per tant, només pot ser aprehensible per les seves pròpies obres, ja que es manifesta en aquestes i mitjançant aquestes, i sobretot a qui ell vol mostrar-se. L'obra de Déu és visible en l'ésser humà. Déu només pot conèixer-se amb la seva artesania (CH V 6). Per això, Déu està més enllà de qualsevol denominació; per això, és l'invisible a la vegada que el més evident. Aquell que és contemplat pel pensament però que també és visible als ulls (CH V 10).
Si Déu ho és tot, principi de la creació i creació mateixa, quan parlem del que és, parlem de Déu, ja que ell conté tot el que és i res és possible exterior a ell, ni ell fora de res (CH IX 9). Aquí no s'estableix una doctrina panteista sense més, sinó més aviat una immanència absoluta de Déu, una manera d'identificació total entre el creador i la creació, que bé podria haver inspirat Giordano Bruno. Si Déu és el bé suprem, per força és l'engendrador de la bellesa i s'ha de tenir l'audàcia d'afirmar, com Asclepi, que l'essència de Déu, si Déu la té, és la bellesa, i que és impossible que el bell i el bo es doni en cap dels éssers del cosmos, ja que totes les coses que la nostra mirada abasta són mers simulacres i aparences enganyosos (CH VI 4).
La voluntat de Déu és el principi creador, l'energia que desplega genera la creació tota, i la seva essència [ca] és voler que totes les coses siguin, perquè Déu pare, el bé, no sols és l'ésser de totes les coses, fins i tot quan ja no són, [sinó la realitat més íntima de tots els éssers]. Això és el que és Déu pare, el bé, i no cal atribuir-li cap altra cosa (CH X 2).
Així mateix, i aquí hem de recalcar-ho, no hi ha la mort en Déu, perquè la voluntat de Déu és la vida i si totes les coses estan vives, tant les terrestres com les celestes, i la vida és una, llavors la vida és generada per Déu i Déu ella mateixa. En resum, totes les coses neixen de Déu i la vida és la unió de pensament i ànima, i així la mort no consisteix en la destrucció de les coses reunides sinó en la dissolució de la unió (CH XI 14). Perquè com podrien existir coses mortes en Déu, imatge del tot i totalitat de la vida? (CH XII 16).
Una bella al·legoria ens mostra Déu com un músic perfecte, que mai defalleix, i que no sols executa l'harmonia dels cants, sinó que marca el ritme de la melodia apropiada a cada instrument (CH XVIII 1). I així, trobem en Asclepi: saber de música no consisteix, per tant, sinó a conèixer la distribució ordenada del conjunt de l'univers i quin és el pla diví pel qual es va assignar un lloc a cada cosa, perquè l'ordenació que, en un pla artístic, reuneix en un mateix conjunt les coses singulars, completa un concert molt dolç i veritable que produeix una música divina (Asc. 13).

### El gènesi hermètic
| « | Al principi, hi havia Déu i hýle -'matèria' en grec-, amb l'alè vital acompanyava la matèria, o millor, estava en la matèria, però no de la mateixa manera que estaven en Déu el mateix alè i els principis originaris del cosmos, perquè encara que aquestes coses no existissin de fet, en no haver estat generades encara, existien almenys en el que havia de generar-les (Asc. 14). | » |

La qüestió de la creació és una de les més complexes, disperses i contradictòries de l'hermetisme. Els tractats CH I Poimandres, CH III, i SH XXIII Kore Kosmou són els textos que millor recullen les diferents gènesis hermètiques. S'ha volgut veure en CH I influències del Gènesi bíblic, però probablement la semblança sigui fruit de l'interès dels hermetistes pel passatge de l'Antic Testament.
| « | Principi de tots els éssers és Déu, pensament, natura, matèria i saviesa que mostra totes les coses. Principi és el diví, natura, energia, necessitat i renovació. Hi havia una inextricable tenebra en l'abisme, aigua, i un alè vital, subtil i intel·ligent que existien en el caos pel poder diví. Va ser projectada, llavors, una sagrada llum i, procedents de la substància humida, els elements van ser consolidats [a la sorra]. I els diferents déus [van distribuir] aquesta naturalesa seminal (CH III 1). | » |

En qualsevol cas, la caiguda de l'ésser humà és l'eix essencial de la gènesi hermètica. I aquí la diferència entre la gnosi optimista i la pessimista es mostra amb tota cruesa: ¿ha caigut l'ésser humà en un turment d'humiliacions o, per contra, ha estat ensamblat en una creació meravellosa i única? Per als filòsofs del Renaixement no es podia dubtar, i en qualsevol cas, no és acceptable considerar que els hermetistes van representar una terra eminentment malvada, una presó d'humans més pròpia dels corrents gnòstics.

### La paraula (logos)
| « | Així doncs, la paraula és imatge i pensament de Déu ... (CH XII 14). | » |

| « | La paraula és l'instrument del pensament, ja que la paraula interpreta el que el pensament vol (DH V 1). | » |

Es diu que Déu va generar el cosmos mitjançant la paraula, és a dir, que el pensament es va fer activitat mitjançant el verb diví. L'ésser humà està dotat de pensament i paraula i tots dos estan dotats del mateix valor que la immortalitat. La paraula és diferent de la veu, perquè la paraula que conté en si el valor del pensament és plena de saviesa i poder (dýnamis). La paraula habita el pensament, i per això és comuna a tota persona, i només la veu és diferent: -En efecte, fill és diferent d'una altra [paraula], però la humanitat és una sola: igualment és una paraula i es tradueix d'una llengua a una altra, de manera que, en realitat, trobem un sol i mateix concepte a Egipte, Grècia o Pèrsia ... (CH XII 13). Si hi ha diferents maneres d'expressar el pensament, aquella llengua que guardi en les seves entranyes el misteri diví serà la més alta i bella de totes, la més propera a Déu; per a Giordano Bruno, seguint el passatge de CH XVI 2, aquesta llengua era l'egípcia, i per a Pico della Mirandola l'hebrea, entroncant així amb la tradició cabalística. Amb tot, el cert és que el grec, llengua bàrbara mancada de poder, no era la més adequada per a expressar les "opinions hermètiques".
Jàmblic defineix la teologia egípcia com una "mistagògia oculta en els símbols" (Sobre els mist. VII 1). L'hermetisme, a causa de la seva arrel egípcia, és deutor d'un llenguatge simbòlic, molt allunyat de la "llengua dels filòsofs". Com es veu, aquest és un exemple clar de la mecànica i gens coherent separació entre l'hermetisme anomenat tècnic i el filosòfic. L'hermetisme és una "filosofia" de poder, no un saber més amb el qual demostrar i ensenyar els processos còsmics mitjançant un llenguatge curt racional. Els hermetistes eren teürgs, si eren o no filòsofs depèn del que estiguem disposats a acceptar sota el terme filosofia.